# InXile Entertainment
inXile Entertainment — американская компания, занимающаяся разработкой компьютерных игр, главным образом в жанре CRPG.

## История
Компанию создали Брайан Фарго (основатель Interplay Productions) и Мэтью Финдли (работал в Interplay в 1989—2002 годах) вскоре после их ухода из Interplay. По утверждению Финдли, такое название компании было выбрано, потому что вскоре после ухода он и Фарго ощущали себя находящимися в изгнании (англ. exile); для E3 ими были изготовлены карточки с названием вымышленной компании, где должность Фарго обозначалась как «лидер в изгнании» (англ. Leader in exile), от in exile и было образовано название компании.
В 2014 году компания inXile выпустила игру Wasteland 2, а затем, в 2017 Torment: Tides of Numenera. Обе игры были профинансированы с помощью Kickstarter. inXile положила начало программе Kicking it forward, участники которой обязуются 5 % прибыли, полученной благодаря своим проектам после их выпуска, потратить на поддержку других проектов Kickstarter’а (обе упомянутые игры участвуют в программе).
10 ноября 2018 года компания Microsoft объявила о покупке InXile и её включении в число внутренних студий компании.
В октябре 2015 года Inxile открыл Inxile New Orleans как вторую студию в Новом Орлеане. Офис Newport Beach был переведен в Тастин к январю 2021 года.

## Разработанные игры
- The Bard’s Tale (2004) (Windows, Xbox, PS2) (2004), (Android) (2012)
- Line Rider (2008) (Adobe Flash, Silverlight, DS, Wii, iOS)
- Fantastic Contraption (2008) (Flash, iOS)
- Super Stacker (2009) (iOS)
- Super Stacker 2 (2009) (iOS)
- Shape Shape (2009) (iOS)
- HEI$T (отменена, разработка прекращена в 2010)
- Super Stacker Party (2010) (PlayStation Network)
- Hunted: The Demon's Forge (2011) (PlayStation 3, Xbox 360, Windows)
- Choplifter HD (2012) (PlayStation Network, Xbox Live Arcade, Windows, Android )[8]
- Wasteland 2 (2014) (Windows, macOS, Linux)
- Wasteland 2: Director's Cut (2015) (Windows, macOS, Linux, PlayStation 4, Xbox One)
- Torment: Tides of Numenera (2017) (Windows, macOS, Linux, PlayStation 4, Xbox One)
- The Bard's Tale IV: Barrows Deep (2018) (Windows, macOS, Linux)
- Wasteland 3 (2020) (Windows, macOS, Linux, PlayStation 4, Xbox One)[9]
- Clockwork Revolution (TBA) (Windows, Xbox Series X/S)